# Терра-де-Лемос
Терра-де-Лемос (исп. Comarca de Terra de Lemos,  галис. Terra de Lemos)  — район (комарка) в Испании, входит в провинцию Луго в составе автономного сообщества Галисия. Население составляет 29 550 человек на 2024 год. Занимает площадь 1021 км². Плотность населения — 25,3 чел./км².

## Муниципалитеты
1. Боведа
2. Монфорте-де-Лемос
3. Пантон
4. Пуэбла-дель-Брольон
5. Савиньяо
6. Собер